# قائمة أنواع الحور
يوجد عدة أنواع من جنس الحور:	 
- حور أبيض (الاسم العلمي: Populus alba)
- حور ضيق الأوراق (الاسم العلمي: Populus angustifolia)
- حور كبير الأسنان (الاسم العلمي: Populus grandidentata)
- حور بلسمي (الاسم العلمي: Populus balsamifera)
- حور بهشي الأوراق (الاسم العلمي: Populus ilicifolia)
- حور أزغب الثمر (الاسم العلمي: Populus lasiocarpa)
- حور راجف (الاسم العلمي: Populus tremula)
- حور راجفياني (الاسم العلمي: Populus tremuloides)
- حور شعري الثمار (الاسم العلمي: Populus trichocarpa)
- حور متباين الأوراق (الاسم العلمي: Populus heterophylla)
- حور فريمونتي (الاسم العلمي: Populus fremontii)
- حور دلتاوي (الاسم العلمي: Populus deltoides)
- حور فراتي (الاسم العلمي: Populus euphratica)
- حور أسود (الاسم العلمي: Populus nigra)
- حور قزويني (الاسم العلمي: Populus caspica)
- حور أبيض رمادي (الاسم العلمي: Populus canescens)
- حور أشعر (الاسم العلمي: Populus pilosa)
- حور أغبر (الاسم العلمي: Populus glauca)
- حور أغبر كاذب (الاسم العلمي: Populus pseudoglauca)
- حور أفغاني (الاسم العلمي: Populus afghanica)
- حور بايكالي (الاسم العلمي: Populus baicalensis)
- حور خشن (الاسم العلمي: Populus robusta)
- حور زغابي (الاسم العلمي: Populus villosa)
- حور سناني (الاسم العلمي: Populus lancifolia)
- حور طويل الأوراق (الاسم العلمي: Populus longifolia)
- حور عطري (الاسم العلمي: Populus suaveolens)
- حور كوري (الاسم العلمي: Populus koreana)
- حور لبدي (الاسم العلمي: Populus tomentosa)
- حور مرن (الاسم العلمي: Populus flexibilis)
- حور مستدق (الاسم العلمي: Populus acuminata)
- حور مستدير الأوراق (الاسم العلمي: Populus rotundifolia)
- حور مسطح الأوراق (الاسم العلمي: Populus platyphylla)
- حور مكسيكي (الاسم العلمي: Populus mexicana)
- حور منشوري (الاسم العلمي: Populus manshurica)
- حور نحيل (الاسم العلمي: Populus gracilis)